# Yaravirus brasiliensis
Yaravirus brasiliensis è un virus parassita di una specie di ameba, la sua scoperta è stata resa nota a febbraio 2020.
Lo Yaravirus ha dimensioni dell'ordine dei 80 nm (poco meno di 1/10.000 di millimetro) e ha 44.924 coppie di basi dsDNA (dsDNA è la sigla inglese per double stranded DNA, in italiano doppia elica del DNA). 
Il genoma del virus dovrebbe codificare settantaquattro proteine, di cui sessantotto, ossia il 90%, sconosciute, costituenti geni ORFan (sigla inglese per orphan genes, in italiano geni senza equivalenti in altri organismi) .
I restanti sei geni, sulla base delle banche di dati pubbliche, sembrano avere correlazioni con: Esonucleasi/Ricombinasi, packaging-ATPasi, DNA bifunzionale Primasi/Polimerasi e tre ipotetiche proteine.
La proteomica mostra che lo Yaravirus contiene 26 proteine virali che potrebbero dimostrare la scoperta del primo virus infettante la Acanthamoeba.